# Lua (programozási nyelv)
A Lua (portugálul: hold) egy nyílt forráskódú, beágyazható szkriptnyelv, amelyet 1993-ban fejlesztettek ki a brazíliai Katolikus Teológiai Egyetemen. Készítői fontosnak tartották az együttműködést a C nyelvű programokkal, programkönyvtárakkal. Platformfüggetlen; a programok futás előtt bájtkódra fordulnak. Bár önállóan is használható, de inkább beágyazott nyelvként tartják számon, ahogy a Tcl nyelvet is. Más script nyelvekhez képest nagy sebessége, bővíthetősége és 120 kB-os mérete népszerűvé tette a fejlesztők között.
Az értelmező egy C könyvtárból érhető el, ami API-ként szolgál, ha C programból hívják. Ez lehetővé teszi a két nyelv kevert használatát: a Lua is hívhat C függvényeket, és fordítva, a C is meghívhat Lua függvényeket.
ANSI C-ben készült, és az imperatív és a funkcionális paradigmákat támogatja; az objektumorientáltsághoz nem nyújt nyelvi eszközöket, mégis lehet objektumokat készíteni a tábla adattípus felhasználásával.

## Szintaxisa

### Nyelvi elemek
Az azonosítók betűkből, számokból, aláhúzásjelekből építkezhetnek, ahol az első jel nem lehet szám. A betűkészlet a helyi beállításoktól függ. Egy jel betű volta ellenőrizhető az isalpha, szám volta az isalnum függvénnyel.
A számok tartalmazhatnak törtrészt és decimális exponenst. A tizenhatos számrendszert a 0x előtag jelzi, ahol az x lehet kis- vagy nagybetűs is.
A Lua forráskódban a kis- és nagybetűk nem minősülnek azonosnak.

### Típusok
A Lua beépített típusai:
- nil
- boolean
- number
- string
- table
- function
- userdata
- thread

Egy nil típusú változónak egyetlen lehetséges értéke van, a nil. Ez a globális változók alapértelmezett értéke; a változók törölhetők is úgy, hogy értéküket nil-re állítjuk.
Egy logikai változónak két lehetséges értéke van: true és false. Fontos hibaforrás, hogy a Rubyhoz hasonlóan csak a nil és a false hamis, az üres string vagy a nulla nem. A logikai műveletek: and, or, not.
A számok alapértelmezetten dupla pontosságú lebegőpontos számok. Nincs külön egész típus. A számokon végezhető műveletek operátorai: +, -, *, /, és a hatványozás jele, a ^. Az összehasonlításra a ==, ~= (nem egyenlő), <, >, <=, >= operátorok szolgálnak.
A függvények tárolhatók változókban, és átadhatók paraméterként. A C-ben írt programkönyvtárak felhasználásának elősegítésére a C függvények is kezelhetők így. Függvényhíváskor akkor is ki kell tenni a zárójelet, ha nem adunk meg paramétereket. A Javaban megszokott this itt self. Metódusok hívásakor az objektumot is fel kellene sorolni a paraméterek között:
```
objektum
.
metódus
(
objektum
,
 
paraméterek
)

```

de létezik egy szintaktikus cukor ennek a lerövidítésére:
```
objektum
:
metódus
(
paraméterek
)

```

A thread a többszálú programozás programszálainak típusa.
A rövid stringek megadhatók egyszeres vagy kétszeres idézőjelek között. Hosszabb stringek megadhatók hosszú szöveg> formában is. A hosszú stringekben levő utasítások, escape sorozatok nem hajtódnak végre. Minden fajta string tárolhat tetszőleges Unicode karaktereket, amik a C fordító char típusára képeződnek le. A fájlokat azonban mindig binárisan érdemes kezelni, mivel a nyelv az stdio C könyvtárat használja, ami azonban nem garantálja a különféle kódolások megfelelő kezelését.
Az escape sorozatok ugyanazok, mint C-ben.
A userdata C-ben megvalósított adattípusokat tárol. Módosítani, rajta műveleteket végrehajtani csak C függvényekkel lehet, a Lua csak értékadást és egyenlőségvizsgálatot biztosít hozzá.

#### Táblák
A table a Lua egyetlen összetett típusa, asszociatív tömb. A kulcsok lehetnek számok (ajánlottan csak egészek), stringek, másik táblák vagy függvények. A táblák automatikus indexelése a modernebb nyelvekhez hasonlóan 1-től kezdődik, mivel a 0 index hiánya nem igényel kihasználatlan helyfoglalást.
Bejárásuk kétféle módon lehetséges: csak az egész típusú kulcsokat (és a hozzájuk tartozó értékeket) nézzük végig 1-től az első nem létező kulcsig (ipairs) vagy az összes kulcs-érték párt (pairs).
Táblák létrehozhatók így:
```
x
 
=
 
{
3.14
,
 
"ez egy string"
}

```

Ilyenkor az egyes értékeket sorban az 1, 2, 3, ... kulcsokhoz rendeli.
String kulcsokat így lehet használni:
```
x
 
=

{

  
nev
 
=
 
"Kovács János"
,

  
kor
 
=
 
46
,

  
fizetes
 
=
 
{
ertek
 
=
 
10000
,
 
penznem
 
=
 
"Ft"
}

}

```

A táblák referencia szerint adódnak át:
```
a_table
 
=
 
{
x
 
=
 
10
}
  
-- Új tábla, egy kulcs-érték pár: "x" kulcs a 10-es számhoz.

print
(
a_table
[
"x"
])
 
-- A string kulcshoz tartozó érték kiíratása; itt 10.

b_table
 
=
 
a_table

b_table
[
"x"
]
 
=
 
20
   
-- Az "x"-hez tartozó érték megváltoztatása 20-ra.

print
(
b_table
[
"x"
])
 
-- Az új érték kiíratása: 20.

print
(
a_table
[
"x"
])
 
-- ez is 20-at ír, mert az a_table és a b_table ugyanarra a táblára hivatkozik.

```

Kulcsok, értékek beszúrása, eltávolítása:
```
myTable
 
=
 
{
"a"
,
 
"b"
}

table.insert
(
myTable
,
 
"c"
)

print
(
unpack
(
myTable
))
 
-- eredménye: a   b   c

table.remove
(
myTable
,
 
2
)

print
(
unpack
(
myTable
))
 
-- eredménye: a   c

```

### Változók
A változók nevükkel hivatkozhatók.
A táblában levő értékek hivatkozhatók a tömböknél megszokott módon, pl. a[4]. Ha a kulcs string, akkor használható az a["nev"] és a.nev alak is.
A változók láthatóság szempontjából háromfélék lehetnek: globális, lokális, és táblamezők. A változók deklarációjuktól kezdve egészen a legkisebb befoglaló blokk végéig láthatók. Egy változó lokálissá tehető, ha local kulcsszóval deklaráljuk. A függvények paraméterei is lokálisnak tekinthetők. Minden más változó globális. A deklarált, de értéket még nem kapott változók értéke nil. A függvények látják hívási helyük lokális változóit.

### Elágazás
A Lua csak a kétirányú elágazást ismeri, a többágú elágazás valójában csak szintaktikus cukor:
```
if
 
kifejezes
 
then

    
blokk

else

    
blokk

end

```

```
if
 
kifejezes
 
then

    
blokk

elseif
 
kifejezes
 
then

    
blokk

elseif
 
kifejezes
 
then

    
blokk

...

else

    
blokk

end

```

### Ciklusok

#### Elöltesztelő ciklus
Addig hajtja végre a ciklusmagot, amíg a feltétel igaz.
```
while
 
feltétel
 
do

    
-- Utasítások

end

```

#### Hátultesztelő ciklus
```
repeat

    
-- Utasítások

until
 
feltétel

```

A ciklusmagot egyszer mindenképpen végrehajtja, majd utána addig hajtja végre a ciklust, amíg a feltétel hamis (igazzá nem válik). Az until ciklus valójában csak szintaktikus cukor, nem hoz létre új láthatósági tartományt.

#### Számláló ciklus
```
for
 
index
 
=
 
start
,
 
finish
,
 
delta
 
do

    
-- Utasítások

end

```

Az index ciklusváltozót kezdetben start-ra állítja, majd minden iteráció után delta lépésközzel megnöveli. Addig fut, amíg a ciklusváltozó kisebb vagy egyenlő, mint a finish.
Ha delta = 1, akkor a lépésköz elhagyható:
```
for
 
index
 
=
 
start
,
 
finish
 
do

    
-- Utasítások

end

```

#### Iteráló ciklus
A Luában kétféle iteráló ciklus van. Az ipairs 1-től kezdve a kapott tábla összes egész szám kulcsán sorban végigiterál, egészen addig, amíg nil értéket nem kap. A konvenció szerint ha egy változót kell valahol használni, aminek az értékét soha nem olvassuk (ez esetben a kulcs helyén), akkor az _ nevet adjuk neki.
```
for
 
_
,
 
value
 
in
 
ipairs
(
lista
)
 
do

    
-- Utasítások

end

```

A pairs a kapott tábla összes kulcs-érték párján végigiterál, függetlenül a kulcsok típusától.
```
for
 
key
,
 
value
 
in
 
pairs
(
lista
)
 
do

    
-- Utasítások

end

```

## Függvények
A Luában a függvények átadhatók paraméterként, sőt, visszatérési értékek is lehetnek, ahogy a következő példa mutatja:
```
do

  
local
 
oldprint
 
=
 
print
   
-- a jelenlegi print függvény eltárolása oldprint néven

  
function
 
print
(
s
)
        
-- a print függvény újradefiniálása, itt lehet a szokásos print függvényt használni

    
if
 
s
 
==
 
"foo"
 
then

      
oldprint
(
"bar"
)

    
else

      
oldprint
(
s
)

    
end

  
end

end

```

A régi print függvény csak az új print függvényen keresztül érhető el.
A Lua a lezártakat is támogatja:
```
function
 
hozzaad
 
(
x
)

  
-- visszatér egy új funkcióval, ami hozzáadja x-et a paraméterhez

  
return
 
function
(
y
)

    
--[[Amikor az x változóra hivatkozunk, ami kívül van az aktuális láthatósági tartományon

        és az élettartama hosszabb, mint ennek a névtelen függvénynek,

        akkor a Lua egy lezártat (closure)  hoz létre]]

    
return
 
x
 
+
 
y

  
end

end

negyplusz
 
=
 
hozzaad
(
4
)

print
(
negyplusz
(
3
))
  
--> kiirja a 7-et

```

Valahányszor meghívódik a hozzaad, annyiszor új lezárt jön létre az x változóhoz. Így a névtelen függvény mindig hozzáfér a paraméteréhez. A lezártat, mint minden más objektumot, a szemétszedő gyűjti be.

### Metatáblák
A metatáblák új lehetőségeket nyújtanak a táblák felhasználására. A következő példa egy végtelen táblát mutat be. Minden n-re fibs[n] az n-edik Fibonacci-számot adja a dinamikus programozás és a memorizálás segítségével:
```
fibs
 
=
 
{
 
1
,
 
1
 
}
                          
-- fibs[1] fibs[2] kezdőértékei.

setmetatable
(
fibs
,
 
{

  
__index
 
=
 
function
(
name
,
 
n
)
            
-- Ezt hívja, ha még nincs fibs[n].

    
name
[
n
]
 
=
 
name
[
n
 
-
 
1
]
 
+
 
name
[
n
 
-
 
2
]
  
-- Kiszámolja és megjegyzi fibs[n]-et.

    
return
 
name
[
n
]

  
end

})

```

Egy másik példa: a __call metametódus az objektumorientáltság érzetét adja:
```
  
newPerson
 
=
 
{}
                         
-- Új tábla 'newPerson' néven.

  
setmetatable
(
newPerson
,
 
{

  
__call
 
=
 
function
(
table
,
name
,
age
)
      
-- A newPerson táblát functable-lé teszi.

    
local
 
person
 
=
 
{
Name
 
=
 
name
,
 
Age
 
=
 
age
}
 
-- Lokális változó a később létrehozandó person attributumaival

    
return
 
person
                        
-- A person tábla visszaadása, a person tábla változóinak beállítása

  
end

})

Bill
 
=
 
newPerson
(
"Bill Raizer"
,
 
21
)
    
-- Új Person-t hoz létre

print
(
Bill
.
Name
,
 
Bill
.
Age
)
             
-- A name és az age attributumok kiíratása.

```

#### Struktúrák
Bár a Luában nincs adatszerkezet rekordok létrehozására, mint például C-ben a struct, a táblák erre a célra is használhatók. Ezt a használatot a nyelv szintaktikusan támogatja:
```
pont
 
=
 
{
 
x
 
=
 
10
,
 
y
 
=
 
20
 
}
   
-- Új tábla

print
(
pont
[
"x"
])
            
-- Az "x" koordináta kiíratása, itt 10

print
(
pont
.
x
)
               
-- Ugyanaz, mint az előző sorban, csak másként.

```

#### Névterek
A táblák összetartozó függvényeket is tárolhatnak, ezzel átvehetik a névterek szerepét, objektumorientáltság érzetét adva:
```
Point
 
=
 
{}
                       
-- Új névtér létrehozása

Point
.
new
 
=
 
function
 
(
x
,
 
y
)
      
-- Konstruktor

  
return
 
{
x
 
=
 
x
,
 
y
 
=
 
y
}

end

Point
.
set_x
 
=
 
function
 
(
self
,
 
x
)

  
self
.
x
 
=
 
x

end

Point
.
get_x
 
=
 
function
 
(
self
)

  
return
 
self
.
x

end

```

#### Tömbök
A Lua táblák tömbökként is használhatók:
```
array
 
=
 
{
 
"a"
,
 
"b"
,
 
"c"
,
 
"d"
 
}
   
-- Az indexek automatikusan számozódnak.

print
(
array
[
2
])
                  
-- A "b"-t írja ki. A Lua 1-től kezdi a tömbelemek indexelését.

print
(
#
array
)
                    
-- 4, a tábla hossza. A # operátor adja meg a táblák és a stringek hosszát.

array
[
0
]
 
=
 
"z"
                   
-- A 0 index használata.

print
(
#
array
)
                    
-- Most is 4, a nulladik index nem számítódik bele a hosszba.

```

Objektumok tömbjeként:
```
function
 
newPoint
(
x
,
 
y
)
          
-- A "Point" objektum konstruktora

  
return
 
{
 
x
 
=
 
x
,
 
y
 
=
 
y
 
}
   
-- Új objektum létrehozása és visszaadása

end

array
 
=
 
{
 
newPoint
(
10
,
 
20
),
 
newPoint
(
30
,
 
40
),
 
newPoint
(
50
,
 
60
)
 
}
 
-- Pontok tömbje

print
(
array
[
2
].
y
)
                
-- 40-et ír ki

```

A Lua táblák tömbrésszel és assziociatív tömbrésszel vannak implementálva. Korábban az egészet asszociatív tömbbel valósították meg, de ez az ábrázolás gyorsabb.

## Felhasználói modulok
A Lua lehetővé teszi új modulok létrehozását. A modulok kezelésére rendelkezésre áll a Luarocks modulkezelő.
Néhány modul a leggyakoribbak közül:
| Modul         | Leírás |
| ------------- | --- |
| LuaFileSystem | Hozzáférés a könyvtárszerkezethez és a fájlok jogaihoz                                                                                            |
| LuaDoc        | Dokumentációs eszköz a Lua-kódhoz. |
| LuaSocket     | Lua interfész a hálózati protokollokhoz: HTTP, FTP, SMTP, MIME, URL és LTN12.                                                                     |
| LuaSQL        | Lua interfész a következőkhöz: PostgreSQL, ODBC, MySQL, SQLite, Oracle és az OLE DB.                                                              |
| stdlib        | Gyakori feladatok programkönyvtára a listákhoz, táblákhoz, a funkcionális és az objektumorientált programozáshoz, meg a reguláris kifejezésekhez. |
| MD5           | Egyszerű kriptográfia |
| Copas         | Párhuzamosság támogatása, a korutinok képességeinek bővítése                                                                                      |
| LuaZip        | A .zip fájlok kezeléséhez. |
| LuaInterface  | Kapcsolatot teremt a Lua és a Microsoft .NET Common Language Runtime (CLR) között.                                                                |
| LuaBitOps     | C nyelvű kiterjesztés a számokon végzett bitenkénti műveletekhez.                                                                                 |
| LuaXML        | Az XML és a Lua társítása. |
| Lanes         | Több Lua környezet párhuzamos futtatása |
| Penlight      | Táblák, tömbök, stringek, fájlok, könyvtárak, adatok és funkcionális eszközök kezelelésének egyszerűsítése.                                       |
| Oil           | Egyszerű és hatékony Object Request Broker (CORBA).                                                                                               |

## Hello, World!
A klasszikus Hello World! program Lua nyelven:
```
print
(
"Hello World!"
)

```

## A program futtatása
A virtuális gép nem közvetlenül a Lua szkriptet hajtja végre, hanem futás közben bájtkódra fordítja, és ez fut. A szkriptek futtatás nélkül is fordíthatók. Maga a fordítás átlátható.
A Lua virtuális gép regiszteres, ezért a legtöbb virtuális gépnél jobban hasonlít a hardver felépítéséhez. Ez csökkenti az értékek átmásolásának és a függvényenkénti utasítások számát. A Lua 5 az egyik legrégibb regiszteres virtuális gép. Az Android Dalvikja és a több nyelvre, köztük Perlre tervezett Parrot is ilyen.
Így fordítja a luac 5.1 virtuális gép a faktoriális függvényt:
```
function <factorial.lua:1,6> (10 instructions, 40 bytes at 003D5818)
1 param, 3 slots, 0 upvalues, 1 local, 3 constants, 0 functions
        1       [2]     EQ              0 0 -1  ; – 0
        2       [2]     JMP             2       ; to 5
        3       [3]     LOADK           1 -2    ; 1
        4       [3]     RETURN          1 2
        5       [5]     GETGLOBAL       1 -3    ; factorial
        6       [5]     SUB             2 0 -2  ; – 1
        7       [5]     CALL            1 2 2
        8       [5]     MUL             1 0 1
        9       [5]     RETURN          1 2
        10      [6]     RETURN          0 1
```

## C API
A Luát alkalmazásokba ágyazott nyelvnek fejlesztették, ezért könnyen használható, robusztus C API-val látták el. Az API két részből áll: ezek a Lua core és a Lua auxiliary library. Kiküszöböli a C kézi hivatkozáskezelését. Az API a nyelvhez hasonlóan minimalisztikus; a funkcionalitás bővítéséért az auxiliary library felelős, ami preprocesszor makrókkal egyszerűsíti a táblakezelést.

### Verem
A Lua C API verem alapú. A veremműveleteket Lua függvények valósítják meg, továbbá léteznek táblakezelő függvények is, amik a veremből is hívhatók. Ez a verem indexelhető is. A Python tömbökhöz hasonlóan negatív indexek is használhatók; ezek a verem tetejétől (-1 a legfelső elem), a pozitív indexek a verem aljától számítódnak.
A C és a Lua közötti kommunikációt szintén a verem valósítja meg. A Lua függvénynek átadott argumentumok a verembe kerülnek, és az aktuális függvény lua_call utasítással hívható. Ha C függvényt hívunk Luából, akkor az a verem tetejéről veszi a paramétereket.

### Példa
Lua függvény hívása C-ből:
```
#include
 
<stdio.h>

#include
 
<stdlib.h>

#include
 
<lua.h>

#include
 
<lauxlib.h>

#include
 
<lualib.h>

int
 
main
()

{

    
lua_State
 
*
L
 
=
 
luaL_newstate
();

    
if
 
(
luaL_dostring
(
L
,
 
"function foo (x,y) return x+y end"
))
 
exit
(
1
);

    
lua_getglobal
(
L
,
 
"foo"
);

    
lua_pushinteger
(
L
,
 
5
);

    
lua_pushinteger
(
L
,
 
3
);

    
lua_call
(
L
,
 
2
,
 
1
);

    
printf
(
"Result: %d
\n
"
,
 
lua_tointeger
(
L
,
 
-1
));

    
return
 
0
;

}

```

Fordítás és futtatás:
```
$ gcc -o hello -llua hello.c
$ ./hello
Result: 8

```

### Speciális táblák
A C API speciális táblákat is elérhetővé tesz, amik pszeudoindexekkel hivatkozhatók a Lua veremből. A LUA_GLOBALSINDEX tárolja a globális változókat, _G a fő névtér. A LUA_REGISTRYINDEX-ben tárolják a C függvények a Lua értékeket későbbi felhasználásra.

### Kiterjesztés és kötés
Kiterjesztő modulok is készíthetők a Lua API használatával. Ezek a könyvtárak kiterjesztik az értelmező funkcionalitását. A Lua szempontjából ezek névterek, vagyis táblák a maguk változóival és függvényeivel. Ezek a modulok a require kulcsszóval tölthetők be.
A LuaRocks csomagkezelő rendszerből egyre több modul érhető el, a CPANhoz, a RubyGemshez és a Python Eggshez hasonlóan. További források a LuaForge és a lua-users.org wiki Lua Addonsa.
Vannak csomagok a grafikus felülethez, a Perl/POSIX szabályos kifejezésekhez, a titkosításhoz, a fájltömörítéshez és még sok máshoz. A legtöbb népszerű nyelvhez vannak Lua kötések, például más szkript nyelvekhez. A C++ megközelítés sablon alapú, és automatikus generátorokat használ.

## Alkalmazásai
Manapság a videójátékok nagy része rendelkezik Lua scriptelési lehetőséggel, ezen kívüli alkalmazások:
- A videójátékok fejlesztésében a játékfejlesztők elterjesztették a Luát, mivel gyors, könnyen beágyazható és könnyen tanulható.[9] 2012 januárjában a Game Developer Magazine a Luát hirdette győztesnek a Programming Tools kategóriában, és a Front Line Award 2011-et adományozta neki.[10] Egy példa a népszerű Minecraft videójáték; a hozzá készült Computercraft mod számítógépei is Lua nyelvet használnak.
- A 3DMLW plugin Luát használ háromdimenziós megjelenítésre és eseménykezelésre.
- Az Adobe Photoshop Lightroom felhasználói interfésznek.
- Az Apache HTTP Server a 2.3 verziótól kezdve képes Lua használatára bárhol a lekérési folyamatban.
- Az Artweaver képszerkesztőben szkriptelésre.
- Az Awesome ablakkezelő részben Luában íródott. Konfigurációs fájlja is Lua szkript.
- A The Canon Hack Development Kit (CHDK) nyílt forrású Canon kamerakezelőben a Lua a kettő közül az egyik szkript nyelv.
- A Celestia csillagászat témájú tanítóprogram szkriptnyelve.
- A Cisco ezen a nyelven implementálja a Dynamic Access Policiest az Adaptive Security Appliance-ban.
- A Creative Technology Zen X-Fi2 hordozható médialejátszó beállításai Luában is szerkeszthetők.
- A Damn Small Linux Luát használ mind az ablakozó rendszer, mind a parancssor kényelmi funkcióihoz.
- A Dolphin Computer Accessben a SuperNova képernyőolvasó is Lua szkript.
- A Fusion szerkesztő Luát használ szkriptelésre és plugin prototípushoz.
- A NES emulator FCE Ultra forkja, a FCEUX lehetővé teszi a játékok szerkesztését Lua szkriptekkel.
- A Flame, egy hírhedt számítógépes kémkedésre használt program.
- A Foldit, egy fehérjehajtogató játék, lehetővé teszi a Luában írt felhasználói szkriptek alkalmazását.[11]
- A FreePOPs levelezőrendszer webes felülete.
- A Brazilian Digital Television System Ginga middleware-je Luát használ deklaratív környezetének szkript nyelveként.
- A GrafX2 pixel-art szerkesztő képes Lua szkripteket futtatni képgeneráláshoz és képfeldolgozáshoz.
- A Garry’s Mod videójátékban lehet a Lua segítségével úgynevezett "szkriptelt fegyvereket" készíteni, de objektumok is létrehozhatók.
- Az Ipe képszerkesztő szkript és funkcionális kiterjesztései.
- A Lego Mindstorms NXT és az NXT 2.0 is bírja a Luát.[12]
- A lighttpd webszerver Luát használ a hook szkriptekhez a Cache Meta Language modern helyetteseként.
- A Logitech G15 2.01 verziójának profilkezelője.
- A LuaTeX, a pdfTeX tervezett utóda ismeri a Luát.
- A MediaWiki új sablonnyelve.[13]
- A MikroTik RouterOS bétája a Lua 4.x-et, a végleges kiadás a Lua 5.x-et támogatja.[14]
- A Multimedia Fusion Developer 2 Lua kiegészítője lehetővé teszi, hogy a játékok Lua szkripteket futtassanak.
- A MySQL Workbench elfogad Lua nyelvű kiterjesztéseket.
- Az Nginx beágyazott Lua modulja API-t nyújt az Nginx eszközeihez, például a socketkezeléshez.[15]
- Az nmap hálózati biztonsági szkenner szkript nyelve, az nse Luán alapul.[16]
- A Wavecom GSM Open AT OS firmware-je elfogad Lua nyelvű felhasználói alkalmazásokat.
- A Project Dogwaffle Professional Lua nyelvű szűrők létrehozását segíti. Ezt a DogLua szűrő segíti, és a szűrők megoszthatók a Project Dogwaffle, GIMP, Pixarra Twistedbrush és az ArtWeaver között.
- A Prosody egy keresztplatformos Jabber/XMPP szerver Luában íródott.
- A Reason Digital Audio Workstationben Luával írhatók le a távoli objektumok.
- A Redis nyílt forrású adatbázisban a szerveren Lua szkriptek futtathatók, ezzel bővítve annak funkcionalitását.[17]
- A Rockbox nyílt forrású hanglejátszó támogatja a Lua nyelvű pluginokat.
- A Roblox Studio a videójátékok programozására használja a Lua kicsit módosított változatát (a Luau elnevezésű változatot)[18]
- A SciTE új verziója bővíthető Lua szkriptekkel.
- A Snort a 3.0-tól kezdve tartalmaz Lua értelmezőt.[19]
- A Logitech Squeezebox zenelejátszója támogat Lua nyelvű pluginokat.
- A Tarantool/Box NoSQL tárolt eljárásainak nyelve.
- A TI-Nspire számológépek Lua alkalmazásokat tartalmaz specifikus API-val.
- A Vim a 7.3-as verziójától kezdve támogatja a Lua szkriptelést.
- A VLC a Luával segíti a szkriptelést.
- A WeeChat IRC kliens elfogad Lua szkripteket.
- A WinGate proxyszerver eseménykezelője és házirendje Luával éri el a belső WinGate objektumokat.[20]
- A Wireshark hálózati csomagelemző protokoll dissectorai és post-dissectorai ismerik a Luát.[21]